# PGC 42483
LEDA/PGC 42483 ist eine Spiralgalaxie vom Hubble-Typ Scd im Sternbild Zentaur am Südsternhimmel, die schätzungsweise 136 Millionen Lichtjahre von der Milchstraße entfernt ist. Gemeinsam mit IC 3639 und PGC 42519 bildet sie das gravitativ gebundene Galaxientrio KTS 45. 